# Kuhlia
Kuhlia is een geslacht van straalvinnige vissen uit de familie van vlagvissen (Kuhliidae). Het geslacht is voor het eerst wetenschappelijk beschreven in 1861 door Gill.

## Soorten
- Kuhlia boninensis (Fowler, 1907)
- Kuhlia caudavittata (Lacépède, 1802)
- Kuhlia malo (Valenciennes, 1831)
- Kuhlia marginata (Cuvier, 1829)
- Kuhlia mugil (Forster, 1801)
- Kuhlia munda (De Vis, 1884)
- Kuhlia nutabunda Kendall & Radcliffe, 1912
- Kuhlia petiti Schultz, 1943
- Kuhlia rubens (Spinola, 1807)
- Kuhlia rupestris (Lacépède, 1802)
- Kuhlia salelea Schultz, 1943
- Kuhlia sandvicensis (Steindachner, 1876)
- Kuhlia sauvagii Regan, 1913
- Kuhlia xenura (Jordan & Gilbert, 1882)